# Borboropactus elephantus
Borboropactus elephantus là một loài nhện trong họ Thomisidae.
Loài này thuộc chi Borboropactus. Borboropactus elephantus được Benoy Krishna Tikader miêu tả năm 1966.